# Makowlany
Makowlany – wieś w Polsce położona w województwie podlaskim, w powiecie sokólskim, w gminie Sidra. Leży przy drodze wojewódzkiej nr 673 (DW673).
Wieś magnacka położona była w końcu XVIII wieku  w powiecie grodzieńskim województwa trockiego. W latach 1975–1998 miejscowość administracyjnie należała do województwa białostockiego.
W latach 1948–1950 stacjonował tu sztab 15 batalionu Ochrony Pogranicza.
W Makowlanach urodził się Wacław Baehr, polski biolog
Wierni kościoła rzymskokatolickiego należą do parafii Świętej Trójcy w Sidrze.

## Zabytki
- park dworski z aleją dojazdową, 2 poł. XIX, nr rej.:373 z 15.03.1976[8].
- pozostałości po pałacu (brama)